# Simón Bolívar (Miranda)
Simón Bolívar é um município da Venezuela localizado no estado de Miranda.
A capital do município é a cidade de San Francisco de Yare.